# Isla Tatau
La isla Tatau es una isla del grupo Tabar de Papúa Nueva Guinea, ubicada al este de Nueva Irlanda y aproximadamente a una milla al sur de la isla Simberi.